# Pelexia congesta
Pelexia congesta es una especie de planta que pertenece a la familia Orchidaceae.

## Clasificación y descripción
Esta es una especie herbácea que crece en los árboles o en el suelo mide hasta 21 cm de alto. Sus raíces son fasciculadas (la raíz está constituida por un manojo de raicillas de mismo grosor), carnosas, de 5-10 mm de grosor. Presenta hasta 8 hojas, con pecíolos cortos; los pecíolo son amplios, de 1.5-4 cm de largo; la lámina de la hoja tiene forma elíptico-lanceolada, aguda a cortamente acuminada, con la vena central prominente en el envés, de 7-13,5 x 2,5-5 cm. Las flores se arreglan en una inflorescencia escaposa, en forma de racimo, con 8-25 flores. Las brácteas florales son generalmente más largas que las flores, miden de 20-45 x 6-10 mm. Tiene flores de 3,5-4 cm de largo incluyendo el ovario, no presentan aroma; los sépalos y pétalos son de color verde pálido, el labelo es de color blanco verdoso con el lóbulo apical de color amarillo intenso y una línea verde longitudinal. Los pétalos son adherentes con el sépalo dorsal para formar una cubierta sobre la columna. El labelo mide de 26-30 mm de largo total y 6,5-7,7 mm de ancho en la parte ensanchada abajo de la constricción. Antera de casi 4 x 2 mm. Los frutos son cápsula elipsoide, de casi 20 x 6 mm.
El espolón es algo variable en forma y tamaño. Es simpátrica con Pelexia longipetiolata, pero esta especie es terrestre, con hojas largamente pecioladas y el racimo es laxo, alargado, con flores provistas de brácteas mucho menores, en las que el ápice del labelo se torna negruzco cuando las flores envejecen.

## Distribución y ambiente
En México P. congesta siempre se ha encontrado en selva primaria. Algunas regiones prioritarias del país son: Lacandona Chiapas; Bonampak; Estación de Biología Chajul; Laguna Ocotalito. Crece en climas cálido o semicálidos húmedos con lluvias todo el año o abundantes en el verano, con una disminución marcada en la precipitación durante el invierno y la primavera. Las estaciones meteorológicas de Bonampak y Lacanjá Chanzayab reportan precipitaciones de 2333 a 2609 mm al año y temperaturas medias anuales de 24,6 y 24,5 °C. De la Laguna Ocotalito no se tienen datos precisos de clima y no existen estaciones meteorológicas en su hábitat. La carta de climas (CONABIO/Estadigrafía, 1997) indica un clima semicálido para esa zona. Las estaciones de Livingstone (673 m s. n. m.) y Ocosingo (905 m s. n. m.), en las cañadas cercanas, pero más secas, tienen una precipitación de 1868 y 1884 mm anuales y una temperatura media de 22,3 y 23,7 °C, respectivamente. A juzgar por la exuberancia de la vegetación, la precipitación en la Laguna Ocotalito debe ser cercana a 3000 mm anuales y la temperatura de unos 20 °C. P. congesta florece de enero a abril.

## Estado de conservación
La utilización específica de P. congesta no aparece documentada, sin embargo se sabe que es una especie poco conocida, aparentemente sin importancia cultural. Esta especie tiene una categoría de especie Pr sujeta a protección especial de acuerdo a la NOM-059-SEMARNAT-2010.
La conservación in situ es aparentemente viable y es la estrategia a seguir. Esta especie está en las áreas naturales protegidas de Bonampak, la Reserva de la Biósfera de Montes Azules y el área de protección de flora y fauna Nahá. Todas ellas están comprendidas dentro de la región prioritaria Lacandona.
La conservación ex situ no parece ser necesaria actualmente pero esta especie no parece tener problemas especiales de mantenimiento en condiciones de invernadero caliente, húmedo, en sustratos que mantengan la humedad del medio y en condiciones de luz intensa pero no directa. No se conocen plantas mexicanas cultivadas actualmente.